# ساندي جونسون (ممثلة)
ساندي جونسون (بالإنجليزية: Sandy Johnson)‏ هي بلاي ميت وعارضة وممثلة أمريكية، ولدت في 7 يوليو 1954 في سان أنطونيو في الولايات المتحدة. من الجوائز التي نالتها بلاي بوي بلاي ميت سنة 1974.

## جوائز
- بلاي بوي بلاي ميت (1974)

## وصلات خارجية
- ساندي جونسون على موقع IMDb (الإنجليزية)
- ساندي جونسون على موقع قاعدة بيانات الفيلم (الإنجليزية)